# Copidognathus cristatus
Copidognathus cristatus är en kvalsterart som beskrevs av Viets 1936. Copidognathus cristatus ingår i släktet Copidognathus och familjen Halacaridae. Inga underarter finns listade i Catalogue of Life.